# In Cold Blood
Об одноимённом романе см. Хладнокровное убийство
In Cold Blood — песня британской инди-рок группы alt-J. Это вторая композиция и такой же по счёту сингл с их третьего студийного альбома Relaxer сингл стал доступен для цифровой загрузки 29 марта 2017 год. Песня была написана участниками группы и спродюсирована Чарли Эндрю.
Духовая секция была записана на Abbey Road Studios в Лондоне. Инструмент Casiotone был куплен группой всего за £1.05 фунтов на площадке eBay. Текст песни отсылает к одноимённой книге американского писателя Трумана Капоте.

## Выступления
18 апреля 2017, alt-J выступили с «In Cold Blood» в 656-м эпизоде The Tonight Show Starring Jimmy Fallon. Также группа выступила с духовой секцией и с Questlove, ударником Джимми Фэллоном из группы The Roots. 19 мая 2017, alt-J performed «In Cold Blood» on the 6 эпизоде пятидесятой серии Later... with Jools Holland. А 5 июня, alt-J песня «In Cold Blood» прозвучала на Conan.

## Рецензии и критика
«In Cold Blood» в целом альбом получил благоприятные отзывы критиков. Робин Мюррэй из Clash назвал альбом "одновременно прямолинейным в плане мелодии и сложным, с переплетением вокальных линий более электронной аранжировкой и «вспышками» духовой «секции».

## Список песен
| №  | Название        | Длительность |
| -- | --------------- | ------------ |
| 1. | «In Cold Blood» | 3:26         |

## Участники записи
Информация взята с сайта tidal.com
| - Джо Ньюман — гитара, вокал, бас-гитара - Гас Ангер-Гамильтон — клавиши, вокал - Том Грин — ударные, перкуссия - Джо Оукленд — труба - Мартин Уильямс — тенор-саксофон - Трэвор Майрс- тромбон - Майки Кирси — тромбон - Adrien Адриэн Халловэл — тромбон | - Чарли Эндрю — продюсирование, сведение, миксинг, музыкальное программирование - Дик Битам — мастеринг - Осаму Сато |